# Evropske igre
Evropske igre so mednarodni športni dogodek, na katerem tekmujejo športniki iz evropskih držav. Igre organizirajo Evropski olimpijski komiteji. Njihov začetek je bil razglašen na 41. Generalni skupščini, 8. decembra 2012, v Rimu. Prve Evropske igre so bile organizirane v Bakuju, v Azerbajdžanu, junija 2015. 
Evropske igre so še zadnje kontinentalne igre, ki so bile na vrsti za organizacijo. Podobni dogodki na drugi kontinentih so Azijske igre, Panameriške igre, Afriške igre in Pacifiške igre. Tovrstnih iger ni le še v Oceaniji.

## Športi
| - Vodni športi - Potapljanje - Plavanje - Sinhrono plavanje - Vaterpolo - Lokostrelstvo - Atletika - Košarka | - Kanu - Kolesarstvo - BMX - Gorsko kolesarstvo - Cestno kolesarstvo - Sabljanje - Nogomet - Nogomet na mivki | - Gimnastika - Judo - Karate - Sambo - Strelstvo - Namizni tenis - Tekvondo - Triatlon | - Odbojka - Odbojka - Odbojka na mivki - Rokoborba - Badminton - Boks |

## Seznam Evropskih iger
| #  | Leto | Mesto | Država      | Začetek   | Konec     | Športi | Dogodki | Države | Športniki | Glavni dogodek        | Ref   |
| -- | ---- | ----- | ----------- | --------- | --------- | ------ | ------- | ------ | --------- | --------------------- | ----- |
| I  | 2015 | Baku  | Azerbajdžan | 12. junij | 28. junij | 20     | 253     | 50     | 5,898     | Baku National Stadium | [ 1 ] |
| II | 2019 | Minsk | Belorusija  | 21. junij | 30. junij | 15     | 198     | 50     | 4,023     | Stadium Dinamo Minsk  |       |